# Platyoides walteri
Platyoides walteri is een spinnensoort uit de familie Trochanteriidae. De soort komt voor in het Oosten en Zuiden van Afrika en is geïntroduceerd in Australië.